# Двойният живот на Естела Карийо
„Двойният живот на Естела Карийо“ (на испански: La doble vida de Estela Carrillo) е мексиканска теленовела, създадена от Клаудия Веласко и Педро Армандо Родригес, режисирана от Бенхамин Кан и продуцирана от Роси Окампо за Телевиса през 2017 г. Това е оригинална история, която се спира на въпроса за мексиканската емиграция в Съединените американски щати.
В главните роли са Ариадне Диас и Давид Сепеда, а в отрицателните - Данило Карера и Алехандро Томаси. Специално участие вземат първите актьори Ерика Буенфил, Алфредо Адаме и Сесар Евора.

## Сюжет
Това е историята на една мексиканска имигрантка в Съединените щати, която мечтае да стане звезда, присъединявайки се към музикална група, но съдбата я отвежда в Ривърсайд, където започва работа като учителка. Там, тя става свидетел на стрелба и, за една нощ, се превръща в героиня, спасявайки своите ученици. Въпреки това, статутът ѝ на нелегален имигрант, и с фалшиво име, я кара да откаже всякакво признание от страх да не бъде разкрита двойната ѝ самоличност.

## Актьори
- Ариадне Диас - Естела Карийо / Лаура Овиедо
- Давид Сепеда - Раян Кабрера
- Африка Савала - Моргана Сантос
- Данило Карера - Данило Кабрера
- Ерика Буенфил – Гумерсинда вдовица де Кабрера
- Алехандро Томаси – Господин Блейк
- Сайде Силвия Гутиерес – Росарио Инохоса
- Ванеса Бауче – Летисия Хименес
- Марко Мендес – Асдрубал Гереро
- Лурдес Рейес – Луиса Алмейда
- Адриан Ди Монте – Джо Ернандес
- Майк Биаджио – Фаусто
- Франклин Виргюес – „Талисмана“
- Клаудия Риос – Антония
- Луис Урибе – Нестор
- Андрес Суно – Том
- Алекс Переа – Тадео
- Адриана Аумада – Мария
- Карлос Спейцер – Гилермо Рейна
- Таня Лисардо – Нина
- Армандо Тореа – Стив
- Лара Кампос – Палома Cabrera Овиедо / Палома Cabrera Карийо
- Луис Хавиер – Сото
- Марко Корлеоне
- Ектор Крус – Аусенсио
- Делия Касанова
- Алфредо Адаме – Педро Карийо Гонсалес
- Сесар Евора – Уолтър Кабрера
- Яни Прадо
- Ермис Крус
- Омар Медина
- Хуан Карлос Бейер
- Рут Шенфилд
- Рамиро Фумасони – Съдия Андрю Норман
- Рикардо Баранда – Милтън Камерън
- Сара Коралес – Естела Карийо

## Премиера
Премиерата на Двойният живот на Естела Карийо е на 13 февруари 2017 г. по Las Estrellas. Последният 72. епизод е излъчен на 21 май 2017 г.

## Продукция
Снимките на теленовелата започват на 10 ноември 2016 г.